# Géographie de Monaco

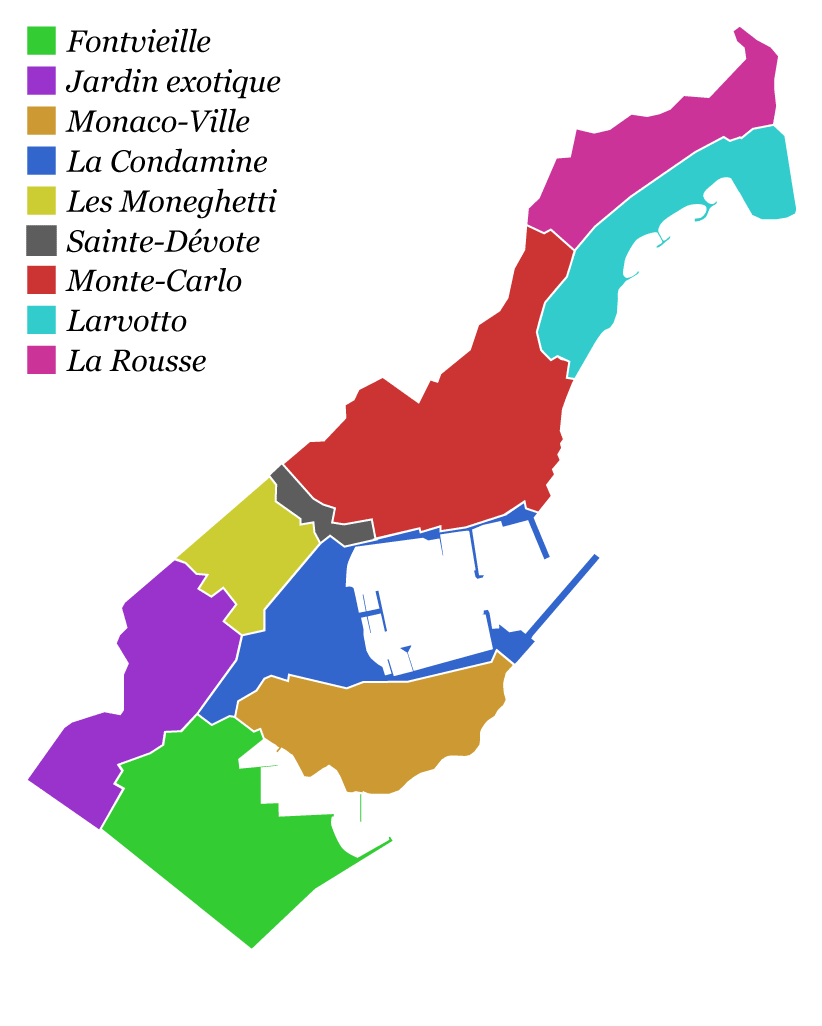
Quartiers de Monaco

La principauté de Monaco est située sur la côte méditerranéenne, sur la Côte d'Azur, à 18 km de Nice et 12 km de la frontière franco-italienne en suivant la côte, à mi-chemin entre Nice et la frontière italienne. 
Elle est enclavée, excepté pour sa façade maritime, dans le territoire de la France, plus précisément dans l'arrondissement de Nice et partant dans le département français des Alpes-Maritimes et la région française Provence-Alpes-Côte d'Azur. Les communes françaises limitrophes sont, d'ouest en est, Cap-d'Ail, La Turbie, Beausoleil et Roquebrune-Cap-Martin. La principauté de Monaco fait partie de la Côte d'Azur, région touristique qui n'a pas de véritables limites officielles, ainsi que de la Riviera. En prenant en compte les centres-villes, Monaco se situe à 21 km de Nice, 171 km de Toulon, 210 km de Marseille, capitale de la région Provence-Alpes-Côte d'Azur l'enclavant. En Italie, les grandes villes à proximité sont Gênes, à 182 km, Turin à 219 km et Milan à 305 km.
Monaco est le deuxième plus petit État indépendant au monde, après le Vatican. Son territoire s’étend sur une bande de terre de 4 100 m le long de la mer Méditerranée et sa largeur varie de 350 m à 1 050 m, pour une superficie totale de 202 hectares (2 km2). L’altitude maximale de 164 m est atteinte sur un des flancs du mont Agel, qui culmine à 1 150 m. La place du Palais se trouve à 62 m.
La principauté compte 5 469 m de frontière avec la France (dont : 3 274 m avec la commune de Beausoleil, 1 341 m avec Cap-d'Ail, 464 m avec Roquebrune-Cap-Martin et 390 m avec La Turbie), ainsi que 3 829 m de côte (port et plage). Au cours des dernières années, des grands travaux ont permis à Monaco de s’étendre de près de 40 hectares gagnés sur la mer par le biais de remblais.

## Extensions territoriales
Les tout premiers travaux de remblaiement ont commencé en 1865 pour créer la voie ferrée, suivie quelques années après par la création du premier quartier industriel de Fontvieille, qui a permis de gagner 5,5 hectares sur la mer. Le fond du port de Monaco a ensuite été comblé et, dans les années 1960, le Grimaldi Forum ainsi que Le Larvotto ont été construits. En 1965, sur une initiative du prince Rainier III et afin de diversifier les activités de la ville, la construction du quartier de Fontvieille a permis la création de 220 000 m2 de nouveaux terrains constructibles supplémentaires ainsi que d’un nouveau port. Ce quartier construit sur un terre-plein accueille entre autres le stade Louis-II ainsi qu’une grande surface et un centre commercial. L’extension du port de Monaco s’est également faite vers la mer.

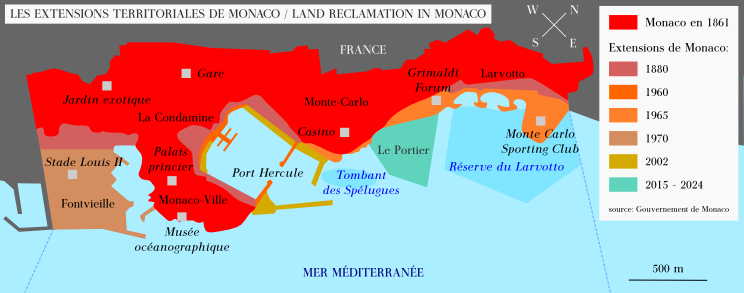
Les extensions territoriales de Monaco.

La construction d’une digue semi-flottante de 352 m de long pour un poids total de 163 000 tonnes en 2003 a permis l'implantation de 360 places de parking, 25 000 m2 de stockage, 2 gares maritimes ainsi que des locaux administratifs et commerciaux. Le terre-plein artificiel auquel la digue est reliée a permis de gagner un hectare de terrain et a vu la création d’un parc immobilier de 15 000 m2. En 2006, Albert II de Monaco avait officiellement lancé un appel d'offres pour projet d’extension en mer permettant à terme de gagner 10 nouveaux hectares sur la mer. Ce projet, estimé à 8 milliards d’euros, aurait permis la construction de 275 000 m2 de plancher et aurait dû s'étaler jusqu'en 2023, les premiers bâtiments livrés en 2014. Il fut cependant abandonné en 2008, pour raison officiellement écologique mais aussi économique, dans un contexte de crise financière internationale. Lui fut préféré un projet, plus modeste, mais marquant le retour de la construction en hauteur : la construction d'une double tour de 49 étages, la Tour Odéon.